# Adewale Akinnuoye-Agbaje
Adewale Akinnuoye-Agbaje (* 22. srpna 1967 v Londýně, Velká Británie) je britský herec.
On sám se narodil v Anglii, ale jeho rodiče pochází z Nigérie. Má čtyři sestry a plynule ovládá čtyři jazyky, angličtinu, italštinu, jazyk Yoruba (rodný jazyk rodičů) a svahilštinu. Proslulost mu přinesly až seriály Oz a Ztraceni, kde si zahrál roli Pana Eka. Českým diváků může být známý i z filmů Ace Ventura 2: Volání divočiny, Legionář, Zotročení, Mumie se vrací, Sebevražedný oddíl nebo Agent bez minulosti.